# Ulrich del Mestre
Ulrich del Mestre (* 11. Mai 1939 in Berlin) ist ein deutscher Drehbuchautor, Schauspieler und Dramaturg.

## Leben
Del Mestre studierte Theaterwissenschaft und Germanistik an der Freien Universität Berlin. Er war Chefdramaturg am Hansa-Theater. Weiter arbeitete er als Redakteur und Regisseur beim Südwestfunk, danach als freier Autor. Unter anderem schrieb er die Drehbücher für die Serien Drei Damen vom Grill und Praxis Bülowbogen.

## Filmografie (Auswahl)

### Drehbuch
- 1980–1989: Drei Damen vom Grill (Fernsehserie, 73 Folgen)
- 1987–1996: Praxis Bülowbogen (Fernsehserie, 62 Folgen)
- 1989: Molle mit Korn (Fernsehserie, 6 Folgen)
- 1995–2011: Das Traumschiff (Fernsehserie, 19 Folgen)
- 2009–2011: Kreuzfahrt ins Glück (Fernsehserie, 3 Folgen)
- 2014: Ein Fall von Liebe – Annas Baby

### Darstellung
- 1967: Rockys Messer

### Theater
- 2017: Die Europäer, Bühnenbearbeitung nach dem Roman von Henry James, textbuehne.eu, ISBN 978-3-7375-5605-7